# Albo d'oro del campionato jugoslavo di calcio
La pagina elenca le squadre vincitrici del massimo livello del campionato jugoslavo di calcio, istituito per la prima volta nel 1923.

## Albo d'oro

### Campionato di calcio del Regno di Jugoslavia
Campionati disputati durante il Regno di Jugoslavia.
| Stagione        | Vincitore              | Secondo posto      | Terzo posto        | Capocannoniere                        |
| --------------- | ---------------------- | ------------------ | ------------------ | ------------------------------------- |
| 1923 (1ª)       | Građanski Zagabria (1) | SAŠK Sarajevo      | Jugoslavija        | Dragan Jovanović (Jugoslavija) (4)    |
| 1924 (2ª)       | Jugoslavija (1)        | Hajduk Spalato     | -                  | Dragan Jovanović (Jugoslavija) (6)    |
| 1925 (3ª)       | Jugoslavija (2)        | Građanski Zagabria | -                  | Dragan Jovanović (Jugoslavija) (4)    |
| 1926 (4ª)       | Građanski Zagabria (2) | Jugoslavija        | -                  | Dušan Petković (Jugoslavija) (4)      |
| 1927 (5ª)       | Hajduk Spalato (1)     | BSK Belgrado       | HAŠK Zagabria      | Kuzman Sotirović (BSK) (6)            |
| 1928 (6ª)       | Građanski Zagabria (3) | Hajduk Spalato     | BSK Belgrado       | Ljubo Benčić (Hajduk) (8)             |
| 1929 (7ª)       | Hajduk Spalato (2)     | BSK Belgrado       | Jugoslavija        | Đorđe Vujadinović (BSK) (10)          |
| 1930 (8ª)       | Concordia Zagabria (1) | Jugoslavija        | Hajduk Spalato     | Blagoje Marjanović (BSK) (10)         |
| 1930-1931 (9ª)  | BSK Belgrado (1)       | Concordia Zagabria | Građanski Zagabria | Đorđe Vujadinović (BSK) (12)          |
| 1931-1932 (10ª) | Concordia Zagabria (2) | Hajduk Spalato     | -                  | Svetislav Valjarević (Concordia) (10) |
| 1932-1933 (11ª) | BSK Belgrado (2)       | Hajduk Spalato     | Jugoslavija        | Vladimir Kragić (Hajduk) (21)         |
| 1933-1934       | non disputato          | non disputato      | non disputato      | non disputato                         |
| 1934-1935 (12ª) | BSK Belgrado (3)       | Jugoslavija        | Građanski Zagabria | Leo Lemešić (Hajduk) (18)             |
| 1935-1936 (13ª) | BSK Belgrado (4)       | Slavija            | -                  | Blagoje Marjanović (BSK) (5)          |
| 1936-1937 (14ª) | Građanski Zagabria (4) | Hajduk Spalato     | BSK Belgrado       | Blagoje Marjanović (BSK) (21)         |
| 1937-1938 (15ª) | HAŠK Zagabria (1)      | BSK Belgrado       | Građanski Zagabria | August Lešnik (Građanski) (17)        |
| 1938-1939 (16ª) | BSK Belgrado (5)       | Građanski Zagabria | Jugoslavija        | August Lešnik (Građanski) (22)        |
| 1939-1940 (17ª) | Građanski Zagabria (5) | BSK Belgrado       | Slavija            | Svetislav Glišović (BSK) (10)         |

### Coppa federale jugoslava
| Stagione | Vincitore | Secondo posto | Terzo posto | Capocannoniere          |
| -------- | --------- | ------------- | ----------- | ----------------------- |
| 1945     | Serbia    | JNA           | -           | Stjepan Bobek (JNA) (8) |

### Campionato di calcio della Repubblica Socialista Federale di Jugoslavia
Campionati disputati durante il Repubblica Socialista Federale di Jugoslavia.
| Stagione        | Vincitore           | Secondo posto   | Terzo posto         | Capocannoniere                                                                                            |
| --------------- | ------------------- | --------------- | ------------------- | --- |
| 1946-1947 (18ª) | Partizan (1)        | Dinamo Zagabria | Stella Rossa        | Franjo Wölfl (Dinamo Zagabria) (28)                                                                       |
| 1947-1948 (19ª) | Dinamo Zagabria (1) | Hajduk Spalato  | Partizan            | Franjo Wölfl (Dinamo Zagabria) (22)                                                                       |
| 1948-1949 (20ª) | Partizan (2)        | Stella Rossa    | Hajduk Spalato      | Frane Matošić (Hajduk) (17)                                                                               |
| 1950 (21ª)      | Hajduk Spalato (3)  | Stella Rossa    | Partizan            | Marko Valok (Partizan) (17)                                                                               |
| 1951 (22ª)      | Stella Rossa (1)    | Dinamo Zagabria | Hajduk Spalato      | Kosta Tomašević (Stella Rossa) (16)                                                                       |
| 1952 (23ª)      | Hajduk Spalato (4)  | Stella Rossa    | Lokomotiva Zagabria | Stanoje Jocić (BSK) (13)                                                                                  |
| 1952-1953 (24ª) | Stella Rossa (2)    | Hajduk Spalato  | Partizan            | Todor Živanović (Stella Rossa) (17)                                                                       |
| 1953-1954 (25ª) | Dinamo Zagabria (2) | Partizan        | Stella Rossa        | Stjepan Bobek (Partizan) (21)                                                                             |
| 1954-1955 (26ª) | Hajduk Spalato (5)  | BSK Belgrado    | Dinamo Zagabria     | Predrag Marković (BSK) (20) Kosta Tomašević (Stella Rossa) (20) Bernard Vukas (Hajduk) (20)               |
| 1955-1956 (27ª) | Stella Rossa (3)    | Partizan        | Radnički Belgrado   | Muhamed Mujić (Velež Mostar) (21) Tihomir Ognjanov (Stella Rossa) (21) Todor Veselinović (Vojvodina) (21) |
| 1956-1957 (28ª) | Stella Rossa (4)    | Vojvodina       | Hajduk Spalato      | Todor Veselinović (Vojvodina) (28)                                                                        |
| 1957-1958 (29ª) | Dinamo Zagabria (3) | Partizan        | Radnički Belgrado   | Todor Veselinović (Vojvodina) (19)                                                                        |
| 1958-1959 (30ª) | Stella Rossa (5)    | Partizan        | Vojvodina           | Borivoje Kostić (Stella Rossa) (25)                                                                       |
| 1959-1960 (31ª) | Stella Rossa (6)    | Dinamo Zagabria | Partizan            | Borivoje Kostić (Stella Rossa) (19)                                                                       |
| 1960-1961 (32ª) | Partizan (3)        | Stella Rossa    | Hajduk Spalato      | Zoran Prljinčević (Radnički) (16) Todor Veselinović (Vojvodina) (16)                                      |
| 1961-1962 (33ª) | Partizan (4)        | Vojvodina       | Dinamo Zagabria     | Dražan Jerković (Dinamo Zagabria) (16)                                                                    |
| 1962-1963 (34ª) | Partizan (5)        | Dinamo Zagabria | Željezničar         | Mišo Smajlović (Željezničar) (18)                                                                         |
| 1963-1964 (35ª) | Stella Rossa (7)    | OFK Belgrado    | Dinamo Zagabria     | Asim Ferhatović (Sarajevo) (19)                                                                           |
| 1964-1965 (36ª) | Partizan (6)        | Sarajevo        | Stella Rossa        | Zlatko Dračić (NK Zagabria) (23)                                                                          |
| 1965-1966 (37ª) | Vojvodina (1)       | Dinamo Zagabria | Velež Mostar        | Petar Nadoveza (Hajduk) (21)                                                                              |
| 1966-1967 (38ª) | Sarajevo (1)        | Dinamo Zagabria | Partizan            | Mustafa Hasanagić (Partizan) (18)                                                                         |
| 1967-1968 (39ª) | Stella Rossa (8)    | Partizan        | Dinamo Zagabria     | Slobodan Santrač (OFK) (22)                                                                               |
| 1968-1969 (40ª) | Stella Rossa (9)    | Dinamo Zagabria | Partizan            | Vojin Lazarević (Stella Rossa) (22)                                                                       |
| 1969-1970 (41ª) | Stella Rossa (10)   | Partizan        | Velež Mostar        | Slobodan Santrač (OFK) (20) Dušan Bajević (Velež) (20)                                                    |
| 1970-1971 (42ª) | Hajduk Spalato (6)  | Željezničar     | Dinamo Zagabria     | Božo Janković (Željezničar) (20) Petar Nadoveza (Hajduk Spalato) (20)                                     |
| 1971-1972 (43ª) | Željezničar (1)     | Stella Rossa    | OFK Belgrado        | Slobodan Santrač (OFK) (33)                                                                               |
| 1972-1973 (44ª) | Stella Rossa (11)   | Velež Mostar    | OFK Belgrado        | Slobodan Santrač (OFK) (25) Vojin Lazarević (Stella Rossa) (25)                                           |
| 1973-1974 (45ª) | Hajduk Spalato (7)  | Velež Mostar    | Stella Rossa        | Danilo Popivoda (Olimpija Ljubljana) (17)                                                                 |
| 1974-1975 (46ª) | Hajduk Spalato (8)  | Vojvodina       | Stella Rossa        | Dušan Savić (Stella Rossa) (20) Boško Đorđević (Partizan) (20)                                            |
| 1975-1976 (47ª) | Partizan (7)        | Hajduk Spalato  | Dinamo Zagabria     | Nenad Bjeković (Partizan) (24)                                                                            |
| 1976-1977 (48ª) | Stella Rossa (12)   | Dinamo Zagabria | Sloboda Tuzla       | Zoran Filipović (Stella Rossa) (21)                                                                       |
| 1977-1978 (49ª) | Partizan (8)        | Stella Rossa    | Hajduk Spalato      | Radomir Savić (FK Sarajevo) (21)                                                                          |
| 1978-1979 (50ª) | Hajduk Spalato (9)  | Dinamo Zagabria | Stella Rossa        | Dušan Savić (Stella Rossa) (24)                                                                           |
| 1979-1980 (51ª) | Stella Rossa (13)   | Sarajevo        | Radnički Niš        | Safet Sušić (FK Sarajevo) (17) Dragoljub Kostić (Napredak Kruševac) (17)                                  |
| 1980-1981 (52ª) | Stella Rossa (14)   | Hajduk Spalato  | Radnički Niš        | Milan Radović (Rijeka) (26)                                                                               |
| 1981-1982 (53ª) | Dinamo Zagabria (4) | Stella Rossa    | Hajduk Spalato      | Snješko Cerin (Dinamo Zagabria) (19)                                                                      |
| 1982-1983 (54ª) | Partizan (9)        | Hajduk Spalato  | Dinamo Zagabria     | Sulejman Halilović (Dinamo Vinkovci) (18)                                                                 |
| 1983-1984 (55ª) | Stella Rossa (15)   | Partizan        | Željezničar         | Darko Pančev (Vardar) (19)                                                                                |
| 1984-1985 (56ª) | Sarajevo (2)        | Hajduk Spalato  | Partizan            | Zlatko Vujović (Hajduk) (25)                                                                              |
| 1985-1986 (57ª) | Partizan (10)       | Stella Rossa    | Velež Mostar        | Davor Čop (Dinamo Vinkovci) (20)                                                                          |
| 1986-1987 (58ª) | Partizan (11)       | Velež Mostar    | Stella Rossa        | Radmilo Mihajlović (Željezničar) (23)                                                                     |
| 1987-1988 (59ª) | Stella Rossa (16)   | Partizan        | Velež Mostar        | Duško Milinković (Rad) (16)                                                                               |
| 1988-1989 (60ª) | Vojvodina (2)       | Stella Rossa    | Hajduk Spalato      | Davor Šuker (Osijek) (18)                                                                                 |
| 1989-1990 (61ª) | Stella Rossa (17)   | Dinamo Zagabria | Hajduk Spalato      | Darko Pančev (Stella Rossa) (25)                                                                          |
| 1990-1991 (62ª) | Stella Rossa (18)   | Dinamo Zagabria | Partizan            | Darko Pančev (Stella Rossa) (34)                                                                          |
| 1991-1992 (63ª) | Stella Rossa (19)   | Partizan        | Vojvodina           | Darko Pančev (Stella Rossa) (25)                                                                          |
| 1992-1993       | Partizan (12)       |                 |                     | |
| 1993-1994       | Partizan (13)       |                 |                     | |
| 1994-1995       | Stella Rossa (20)   |                 |                     | |
| 1995-1996       | Partizan (14)       |                 |                     | |
| 1996-1997       | Partizan (15)       |                 |                     | |
| 1997-1998       | Obilić (1)          |                 |                     | |
| 1998-1999       | Partizan (16)       |                 |                     | |
| 1999-2000       | Stella Rossa (21)   |                 |                     | |
| 2000-2001       | Stella Rossa (22)   |                 |                     | |
| 2001-2002       | Partizan (17)       |                 |                     | |

## Statistiche

### Titoli per squadra
| Club               | Vittorie | Stagioni |
| ------------------ | -------- | --- |
| Stella Rossa       | 22       | 1951, 1953, 1956, 1957, 1959, 1960, 1964, 1968, 1969, 1970, 1973, 1977, 1980, 1981, 1984, 1988, 1990, 1991, 1992, 1995, 2000, 2001 |
| Partizan           | 17       | 1947, 1949, 1961, 1962, 1963, 1965, 1976, 1978, 1983, 1986, 1987, 1993, 1994, 1996, 1997, 1999, 2002                               |
| Hajduk Spalato     | 9        | 1927, 1929, 1950, 1952, 1955, 1971, 1974, 1975, 1979                                                                               |
| OFK Belgrado       | 5        | 1931, 1933, 1935, 1936, 1939 |
| Građanski Zagabria | 5        | 1923, 1926, 1928, 1937, 1940 |
| Dinamo Zagabria    | 4        | 1948, 1954, 1958, 1982 |
| Jugoslavija        | 2        | 1924, 1925 |
| Vojvodina          | 2        | 1966, 1989 |
| Sarajevo           | 2        | 1967, 1985 |
| Concordia Zagabria | 2        | 1930, 1932 |
| Željezničar        | 1        | 1972 |
| HAŠK Zagabria      | 1        | 1938 |
| Obilić             | 1        | 1998 |